# 서보민 (축구 선수)
서보민(1990년 6월 22일 ~ )은 대한민국의 축구 선수였으며 포지션은 윙어, 풀백이었다.

## 클럽 경력
2014년 강원 FC에 입단하여 데뷔 시즌 리그 31경기 3골을 기록하였다.
2017 시즌을 앞두고, 문창진과의 현금을 더한 트레이드로 포항 스틸러스로 이적하였다. 2017년 3월 18일 친정팀인 강원 FC와의 경기에서 포항 스틸러스 소속으로 데뷔골을 성공시켰다.
2018시즌 앞두고 성남 FC로 이적하였다. 2018년 4월 15일 열린 부천 FC 1995와의 경기에서 성남 이적 후 첫 골을 기록했다. 2018시즌 서보민은 리그에서 35경기에 출전해 5골 1도움을 기록하면서 팀의 K리그1 승격에 기여했다. 2018시즌 종료 이후 K리그2 베스트 11에 선정되었다.
2022년 3월 4일, K리그2의 서울 이랜드 FC로 이적했다.

## 수상

### 개인
- K리그2 베스트 11: 2018